# Ochotnicza Dywizja Kadrowa
Ochotnicza Dywizja Kadrowa (niem. Freiwilligen-Stamm-Division) – kolaboracyjna jednostka wojskowa złożona z Rosjan, Ukraińców, Tatarów nadwołżańskich i Kozaków oraz mieszkańców Kaukazu i Azji Środkowej pod koniec II wojny światowej.

## Historia
Została sformowana na bazie części Batalionów Wschodnich (Ostbataillone) i batalionów Ostlegionów (Ostlegionen) w styczniu-lutym 1944 r. w okupowanej południowej Francji. Dowództwo stacjonowało w Lyonie, a następnie w Langres, zaś pododdziały w rejonie Langres-Castres-Carcassonne.
Do zadań dywizji należało przede wszystkim prowadzenie szkolenia i uzupełnianie oddziałów „wschodnich”. Poszczególne pododdziały brały też udział w zwalczaniu francuskiej partyzantki. Dowództwo objął gen. Ralph von Heygendorff, 11 marca 1944 r. zastąpił go gen. Wilhelm von Henning, zaś 12 września gen. Bodo von Wartenberg.
Morale dużej części żołnierzy dywizji było niskie. Z tego powodu dochodziło do dezercji i buntów. W Rodez ok. 30 Azerów nawiązało kontakt z francuskim ruchem oporu, ale Niemcy wykryli to, po czym rozstrzelali 3 żołnierzy. 17 sierpnia 44 innych Azerów zbuntowało się przeciw Niemcom, którzy uśmierzyli bunt. Kilku żołnierzom udało się zbiec do partyzantów. W odpowiedzi Niemcy rozstrzelali ok. 60 Azerów. Z kolei pod koniec sierpnia w St. Andéol do lasu uciekła pewna liczba Ormian.

## Skład organizacyjny
- Freiwilligen-Stamm-Regiment 1 (Gruzini, Górale kaukascy i mieszkańcy Azji Środkowej) – d-ca płk Otto Macks
  - Turkestanische Bataillon I/370
  - Georgische Bataillon I/9 or /I295
  - Georgische Bataillon I/4
- Freiwilligen-Stamm-Regiment 2 (Azerowie, Ormianie i Tatarzy nadwołżańscy) – d-ca płk Boehme
  - Aserbeischanische Bataillon 804
  - Aserbeischanische Bataillon 806
  - Aserbeischanische Bataillon I/73
  - Armenische Bataillon 810
- Freiwilligen-Stamm-Regiment 3 (Rosjanie, Ukraińcy i mieszkańcy Azji Środkowej) – d-ca mjr Wilhelm Sebald, następnie mjr Werner Anton
  - OstBataillon 550
  - Turkiestanische Ausbildungs-Bataillon
- Freiwilligen-Stamm-Regiment 4 (Rosjanie i Ukraińcy) – d-ca płk Hans Hesse
  - Ost Ausbildungs Bataillon
  - Ost Ers Bataillon
  - Schanz Bataillon „Wittig”
  - Sturm Bataillon „Huber”
- Freiwilligen-Stamm-Regiment 5 Kosaken (Kozacy)
  - Ost Reiter Abteilung 403
  - Ost Reiter Abteilung II/454
  - Ost Reiter Abteilung III/454